# Wilkin megye
Wilkin megye az Amerikai Egyesült Államokban, azon belül Minnesota államban található. Megyeszékhelye és legnagyobb városa Breckenridge. Lakosainak száma 6506 fő (2020. április 1.). Wilkin megye Clay, Traverse, Otter Tail, Grant és Richland megyékkel határos.

## Népesség
A megye népességének változása:
| Lakosok száma | 6573 | 6587 | 6602 | 6557 | 6396 | 6506 |
|               | 2010 | 2011 | 2012 | 2013 | 2015 | 2020 |